# Мораль леді
«Мораль леді» (англ. A Lady's Morals) — американський мюзикл режисера Сідні Франкліна 1930 року.

## У ролях
- Грейс Мур — Єнні Лінд
- Реджинальд Денні — Пол Брандт
- Воллес Бірі — Фінеас Тейлор Барнум
- Джобіна Хоуланд — Жозефіна
- Гас Шай — Олаф
- Гілберт Емері — Броугм
- Джордж Ф. Меріон — власник готелю
- Пол Порказі — Маретто
- Джованні Мартіно — Зерга
- Боділ Росінг — дружина власника готелю
- Джоан Стендінг — Люсі
- Мевіс Віллерс — Сельма

## Музика з кінофільму
- «It Is Destiny»
- «Rataplan»
- «Student's Song»
- «Oh Why»
- «Casta Diva»
- «Swedish Pastorale»
- «Lovely Hour»
- «I Hear Your Voice»